# Yanji (köpinghuvudort i Kina, Hubei Sheng, lat 30,40, long 115,01)
Yanji är en köpinghuvudort i Kina. Den ligger i provinsen Hubei, i den centrala delen av landet, omkring 72 kilometer öster om provinshuvudstaden Wuhan. Antalet invånare är 40 286. Befolkningen består av 18 997 kvinnor och 21 289 män. Barn under 15 år utgör 16,0 %, vuxna 15-64 år 73 %, och äldre över 65 år 9,0 %.
Runt Yanji är det mycket tätbefolkat, med 1 517 invånare per kvadratkilometer. Närmaste större samhälle är Huanggang, 14,4 km väster om Yanji. Trakten runt Yanji består till största delen av jordbruksmark.
Genomsnittlig årsnederbörd är 1 963 millimeter. Den regnigaste månaden är maj, med i genomsnitt 276 mm nederbörd, och den torraste är januari, med 55 mm nederbörd.